# Saint-Agnant-de-Versillat

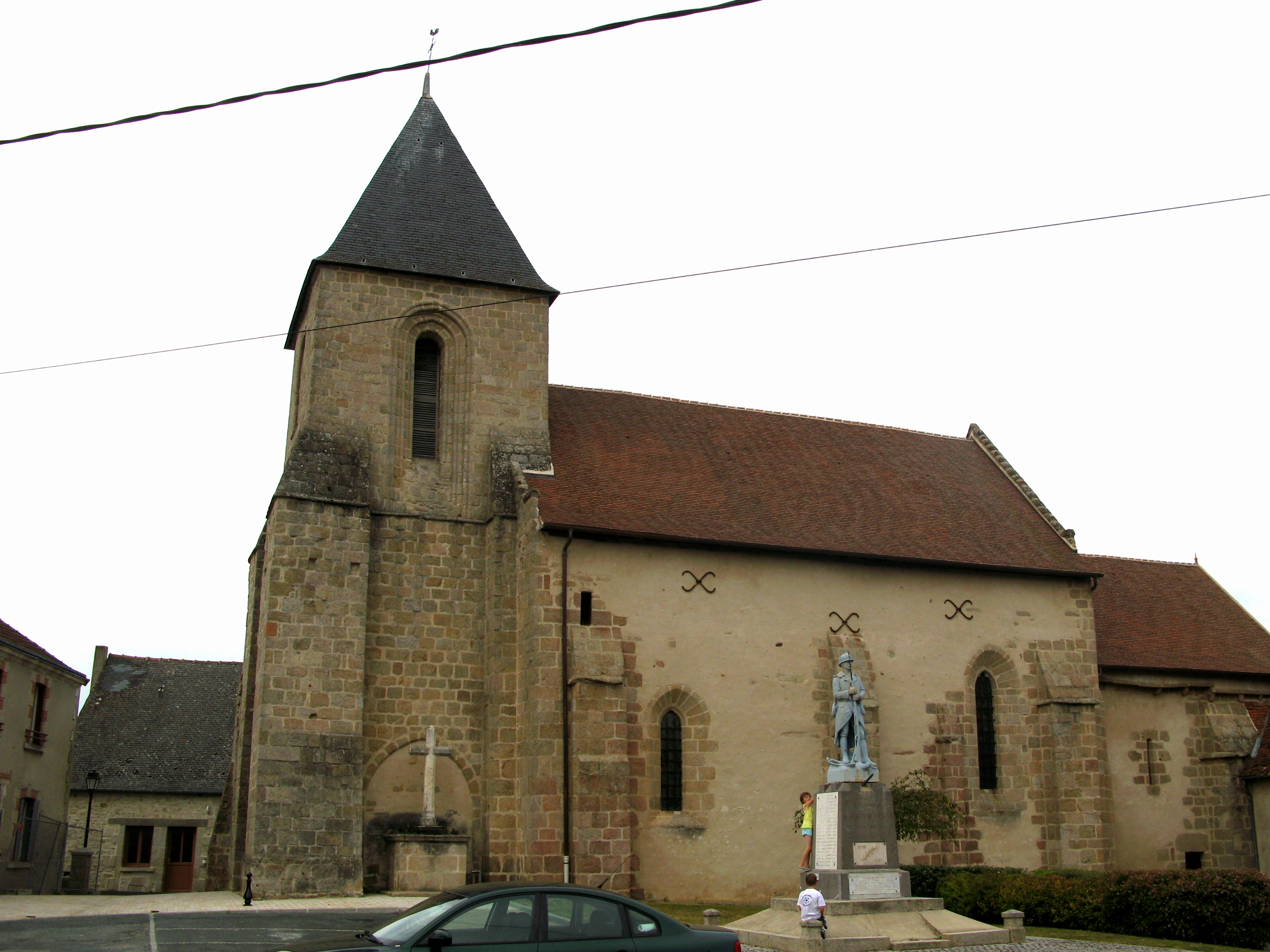
Kościół św. Agnieszki (2010)

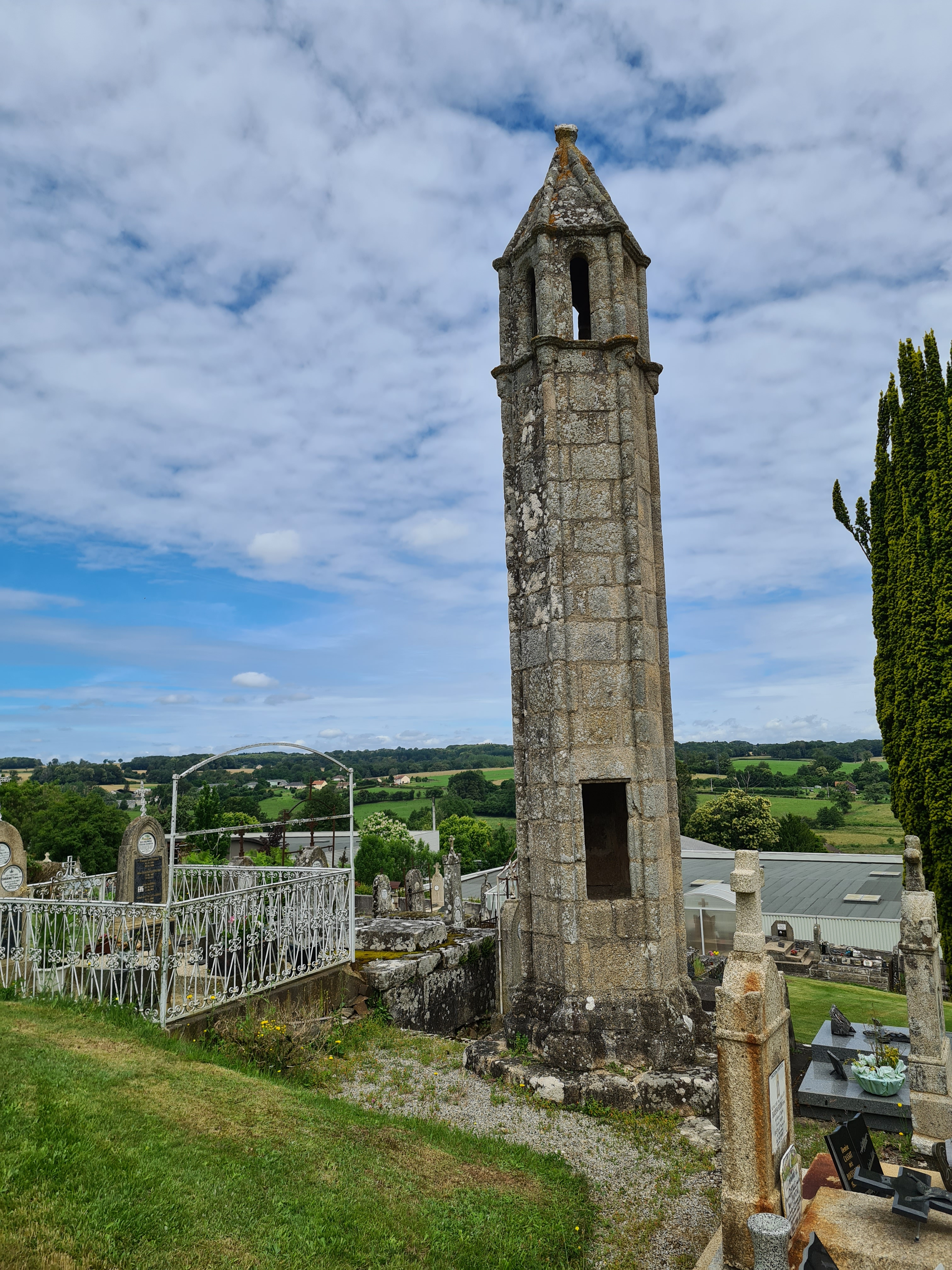
Latarnia umarłych na cmentarzu.

Saint-Agnant-de-Versillat – miejscowość i gmina we Francji, w regionie Nowa Akwitania, w departamencie Creuse.
Według danych na rok 1990 gminę zamieszkiwało 1115 osób, a gęstość zaludnienia wynosiła 22 osoby/km² (wśród 747 gmin Limousin Saint-Agnant-de-Versillat plasuje się na 107. miejscu pod względem liczby ludności, natomiast pod względem powierzchni na miejscu 31.).

## Populacja

Populacja Saint-Agnant-de-Versillat w latach 1962–2008